# Athanasius Yeshue Samuel
Athanasius Yeshue Samuel (arabisch صموئيل، أثناسيوس يشوع،; * 1909 im Dorf Hilwah bei Nisibin, Osmanisches Reich; † 1995 in Lodi (New Jersey)) war Erzbischof (Metropolit) der Syrisch-Orthodoxen Kirche von Antiochien in Jerusalem 1946 bis 1949 und in den USA und Kanada 1957 bis 1995. Er kaufte 1947 vier der ersten gefundenen Schriftrollen vom Toten Meer.

## Leben
1923 trat er in das syrisch-orthodoxe Markuskloster in Jerusalem ein. Dort legte er 1927 das Mönchsgelübde ab und wurde Kaplan. 1946 wurde er zum Erzbischof (Metropoliten) der Syrisch-Orthodoxen Kirche von Antiochia für Palästina und Transjordanien mit Sitz in Jerusalem ernannt.
Da nach der Gründung des Staates Israel zahlreiche seiner Gläubigen in die USA auswanderten, ging er 1949 ebenfalls dorthin. 1952 wurde er zum Patriarchalvikar der Syrisch-Orthodoxen Kirche in den USA und Kanada ernannt. 1957 wurde er der erste Erzbischof der Syrisch-Orthodoxen Kirche in den USA und Kanada. 
1947 kaufte er von einem arabischen Händler die Große Jesajarolle, die Gemeinderegel, den Habakuk-Kommentar und das Genesis-Apokryphon für 250 US-Dollar. Diese nahm er in die USA mit und verkaufte sie 1954 über einen Zwischenhändler an das Israel Museum in Jerusalem.

## Schriften (Auswahl)
- Treasure of Qumran. My Story of the Dead Sea Scrolls. 1966.